# Go Big Casino
Go Big Casino es una banda estadounidense de rock alternativo formada en 1999 por Jim Adkins, guitarrista, cantante y compositor al tiempo que también lidera la banda Jimmy Eat World.

## Biografía
Go Big Casino nació en 1999 en Mesa, Arizona, como proyecto paralelo de Jim Adkins a su banda Jimmy Eat World. La idea surgió tras la grabación y lanzamiento del álbum Clarity, de 1999. Tras este disco, la banda se tomó un respiro y Adkins, quien continuamente está componiendo temas, decidió formar este proyecto para tocar alguna de esas canciones. 
En la página web de la banda se dice que existe, supuestamente, una demo de 10 canciones, pero que Adkins no tiene pensado lanzar ningún disco oficial. Algunas de las canciones pertenecientes a los discos Bleed American y Futures fueron escritas por Adkins mediante Go Big Casino antes de ser incluidas en dichos álbumes. Se trata de las canciones "Hear You Me", "My Sundown" y "Hate the Bliss" (más conocida como "Drugs or Me", que aparece en Futures).
Lo que sí es cierto es que Go Big Casino, también en su web, tiene una lista de canciones entre las que se encuentran "So Proud of You", "Power", "Carry You" o "Coliseum" (es una versión de una banda llamada Pine Wyatt). En la web puede verse, en la sección letras, las canciones de la banda y, además, un video de un concierto que está disponible para descargar.

## Miembros
- Jim Adkins - cantante, guitarra

### Miembros variables
- Aaron Wendt - bajo
- Ron Marshall - guitarra
- Shane Kennedy - batería
- Bobby Lundberg - percusión
- Ryan Kennedy - percusión
- Theron Wall - chelo
- Paige Stauffer - coros
- Jeff Bufano - guitarra
- Tom Linton - órgano
- Drake Bell - guitarra